# Between Today and Yesterday
Between Today and Yesterday es el quinto álbum de estudio del músico británico Alan Price, publicado en abril de 1974 por el sello discográfico Warner Bros. Records.

## Contenido
Un álbum vagamente conceptual, Between Today and Yesterday se dividió entre canciones que reflejan “el ayer” por un lado y “el hoy” por el otro, basándose en influencias musicales tan amplias como el rock, el blues y el music hall. El lado A o Yesterday incluía seis canciones sobre el entorno de la clase trabajadora, en el norte de Inglaterra, en el que se crio Price. El lado B o Today contenía seis canciones sobre el Price más moderno, interpretadas en un estilo contemporáneo.

## Recepción de la crítica
Un escritor no especificado de la revista Cash Box calificó el álbum como “una delicia total”, y escribió que Between Today and Yesterday está “repleto de su propio estilo inimitable de música introspectiva y evocadora”. Un escritor no especificado de Billboard escribió: “Desde sus primeros días como organista de the Animals, Price ha demostrado un talento para lo único, ya sea en sus arreglos, escritura o vocalización. Con este conjunto, vuelve a mezclar su voz de blues y su estilo versátil de teclado (piano y órgano) para crear una selección de melodías alegres y de jazz, baladas conmovedoras, arreglos excepcionalmente simples y arreglos complicados de metales y cuerdas. [...] Price vuelve a reforzar el hecho de que es uno de los talentos más versátiles de la escena pop actual”.

## Lista de canciones
Todas las canciones escritas y compuestas por Alan Price. 
| Lado uno: Yesterday |                               |          |  |
| N.º                 | Título                        | Duración |  |
| 1.                  | «Left Over People»            | 2:50     |  |
| 2.                  | «Away, Away»                  | 2:47     |  |
| 3.                  | «Between Today and Yesterday» | 4:18     |  |
| 4.                  | «In Times Like These»         | 2:33     |  |
| 5.                  | «Under the Sun»               | 4:28     |  |
| 6.                  | «Jarrow Song»                 | 5:34     |  |

| Lado dos: Today |                               |          |  |
| N.º             | Título                        | Duración |  |
| 1.              | «City Lights»                 | 4:35     |  |
| 2.              | «Look at My Face»             | 2:46     |  |
| 3.              | «Angel Eyes»                  | 3:09     |  |
| 4.              | «You're Telling Me»           | 5:37     |  |
| 5.              | «Dream of Delight»            | 3:28     |  |
| 6.              | «Between Today and Yesterday» | 4:22     |  |

## Créditos y personal
Créditos adaptados desde las notas de álbum de Between Today and Yesterday.
Músicos
- Alan Price – piano, órgano
- Colin Green – guitarra
- Dave Markee – bajo eléctrico, contrabajo
- Derek Wadsworth – orquestación

Personal técnico
- Alan Price – productor
- Keith Grant – ingeniero de audio
- David Hamilton-Smith – ingeniero asistente

## Posicionamiento
| Gráfica (1974)                | Pico de posición |
| ----------------------------- | ---------------- |
| Reino Unido (UK Albums Chart) | 9                |

## Certificaciones y ventas
| País                                                     | Certificación | Ventas  |
| -------------------------------------------------------- | ------------- | ------- |
| Reino Unido (BPI)                                        | Plata         | 60 000* |
| *cifras de ventas basadas únicamente en la certificación |               |         |